# ولادیمیر اورلوف (اسکیت باز سرعت)
ولادیمیر اورلوف (روسی: Владимир Александрович Орлов؛ زادهٔ ۲ دسامبر ۱۹۳۸) اسکیت‌باز سرعت اهل روسیه است.
از فیلم‌ها یا برنامه‌های تلویزیونی که وی در آن نقش داشته‌است می‌توان به سرباز اشاره کرد.